# Champsodon fimbriatus
Champsodon fimbriatus is een straalvinnige vissensoort uit de familie van champsodonten (Champsodontidae). De wetenschappelijke naam van de soort werd voor het eerst geldig gepubliceerd in 1905 door Gilbert.